# Dilophodes contaminata
Dilophodes contaminata är en fjärilsart som beskrevs av Inoue 1971. Dilophodes contaminata ingår i släktet Dilophodes och familjen mätare. Inga underarter finns listade i Catalogue of Life.